# 普洛斯克 (奧斯特羅赫區)
50°25′2″N 26°22′41″E / 50.41722°N 26.37806°E
普洛斯克（烏克蘭語：Плоске），是烏克蘭西北部的村莊，隸屬里夫內州的里夫內區。該村面積5.31平方公里，海拔高度221米，2001年人口1,318，人口密度每平方公里206.1人。